# Antal Doráti
Antal Doráti, o Antal Dorati (Budapest, 9 aprile 1906 – Gerzensee, 13 novembre 1988), è stato un direttore d'orchestra e compositore ungherese naturalizzato statunitense.

## Biografia
Il padre suonava il violino nella Orchestra Filarmonica di Budapest. Si formò alla Accademia Franz Liszt, studiando composizione con Zoltán Kodály e Leó Weiner e pianoforte con Béla Bartók. Il debutto alla direzione d'orchestra fu nel 1924 all'Opera Reale di Budapest.
La sua prima registrazione discografica fu alla testa della London Philharmonic Orchestra per l'etichetta La Voce del Padrone, che più tardi divenne la RCA. Doráti portò a termine più di 600 registrazioni nell'arco della sua carriera. Egli fu il primo direttore ad incidere il ciclo integrale delle sinfonie di Franz Joseph Haydn, dirigendo la Philharmonia Hungarica, un'orchestra formata da musicisti ungheresi che avevano abbandonato la loro patria al momento della invasione sovietica nel 1956.
Dal 1941 al 1945 diresse l'American Ballet Theatre di New York.
Dal 1945 al 1949 diresse l'Orchestra sinfonica di Dallas.
A Salisburgo nel 1946 dirige un concerto con Yehudi Menuhin e nel 1959 per l'unica volta, l'opera Julietta di Heimo Erbse con Walter Berry ed i Wiener Philharmoniker.
Doráti divenne nel 1947 cittadino degli Stati Uniti d'America e dal 1949 al 1960 diresse l'Orchestra Sinfonica di Minneapolis.
Per il Teatro La Fenice diresse nel 1955 un concerto nel Cortile di Palazzo Ducale (Venezia), nel 1959 la prima esecuzione assoluta di Studi per un Homunculus: nove pezzi per orchestra di Roberto Lupi con l'Orchestra Philharmonia Hungarica di Vienna, nel 1960 un concerto con Salvatore Accardo al Palazzo del Cinema di Venezia, nel 1961 un concerto e La dama spagnola e il cavaliere romano di Alessandro Scarlatti con Fiorenza Cossotto e nel 1966 un concerto.
Alla Wiener Staatsoper dirige nel 1961 Fidelio, Otello (Verdi), Der fliegende Holländer e Der Rosenkavalier con Lisa Della Casa e Wilma Lipp.
Dal 1962 al 1966 dirige la BBC Symphony Orchestra.
Alla Royal Opera House di Londra dirige nel 1962 Il gallo d'oro con Reri Grist e nel 1963 Der Rosenkavalier con Leonie Rysanek.
Dal 1966 al 1974 dirige la Royal Stockholm Philharmonic Orchestra, dal 1970 al 1977 la National Symphony Orchestra di Washington, dal 1975 al 1978 la Royal Philharmonic Orchestra e dal 1977 al 1981 l'Orchestra sinfonica di Detroit.
Nel 1984 dirige tre concerti con Ilse von Alpenheim (sua moglie dal 1971) al Teatro alla Scala di Milano.

## Discografia parziale
- Bartok, Conc. orch./Ritratti/Mikrokos. - Dorati/LSO, Mercury
- Bartok, Conc. vl. n. 2/Suite n. 2 - Menuhin/Dorati/Minneapolis SO, 1955/1957 Mercury
- Bartok, Mandarino/Son.2 pf. e perc. - Dorati/Frid/Ponse, 1960/1964 Mercury
- Bartok, Principe di legno/Mus. archi - Dorati/LSO, 1960/1964 Mercury
- Bartok Berg, Castello di Barbablu/Sel. da Wozzeck - Dorati/LSO/Szonyi/Pilarczyk, 1961/1962 Mercury
- Beethoven, Sinf. n. 7/Egmont/Leonora - Dorati/LSO, 1960/1963 Mercury
- Beethoven's 5th - London Symphony Orchestra/Antal Dorati, 2013 U-5
- Beethoven's 7th - London Symphony Orchestra/Antal Dorati, 2013 U-5
- Beethoven Ciaikovsky, Wellington/1812/Capriccio it. - Dorati/LSO, Decca
- Ciaikovsky, Bella addormentata - Dorati/Royal CGO, 1981 Philips
- Tchaikovsky, 1812 Festival Orchestra, Op. 49 (Original Scoring)/Capriccio Italien. Op. 45 - Dorati/Minneapolis Symphony Orchestra/University Of Minnesota Brass Band, 1954 Mercury - Grammy Hall of Fame Award 1998.
- Dvorak, Danze slave op. 46, 72/Polka - Dorati/Royal PhO/Detroit SO, Decca
- Dvorak Bruch Ciaikovsky, Conc. vlc./Kol Nidrei/Var. su un tema rococò - Starker/Dorati/LSO, 1962/1964 Mercury
- Enesco: Roumanian Rhapsody No. 1 - Antal Dorati/London Symphony Orchestra, 1991 Mercury
- Haydn, Sinf. n. 94, 100, 101 - Dorati/Phil. Hungarica, 1972 Decca
- Kodaly, Hary Janos/Sinf. in do/Galanta - Dorati/Phil. Hungarica, Decca
- Orff, Carmina burana - Dorati/Burrowes/Shirley-Quirk, 1976 Decca
- Rachmaninoff: Piano Concertos Nos. 2 & 3, Prelude in E Flat Major and Prelude in C Sharp Minor - Antal Dorati/Byron Janis/London Symphony Orchestra/Minneapolis Symphony Orchestra, 1991 Mercury
- Stravinsky, Uccello/Petrouchka/Sagra - Dorati/Detroit SO, 1981/1984 Decca
- Wagner, Olandese volante - Dorati/Tozzi/Rysanek/Liebl, 1960 Decca